# Centro de Análisis y Operaciones Marítimas en materia de Narcotráfico
El Centro de Análisis y Operaciones Marítimas en materia de Narcotráfico (MAOC-N) tiene sede en Lisboa e inició sus actividades el pasado 25 de julio de 2007. Cuenta con la participación de siete países de la UE - España, Portugal, Reino Unido, Francia, Italia, Países Bajos e Irlanda-, y mantiene una estrecha colaboración con Europol, y con la participación de Estados Unidos en calidad de observador.

## Objetivo
Tiene como misión prestar apoyo para eliminar todo tráfico ilícito de drogas por mar y aire, a través del Atlántico con destino a Europa o África Occidental. Participan el Reino Unido, Francia, Irlanda, Holanda, Italia, Portugal y España. El modelo del nuevo organismo es un centro similar, JIAT-S que Estados Unidos tiene en Florida.
Los países participantes compartan información y organicen operaciones conjuntas antidroga a través del centro.

## Medios
Tiene un presupuesto de 951,000 euros. Dispone de 13 efectivos incluyendo el director y 12 oficiales de enlace. España contribuye con un oficial de enlace, económicamente, con datos, y con sus fuerzas de seguridad cuando son necesarias para una operación. Los otros 5 países contribuyen 2 oficiales de enlace cada uno.
La comisión europea contribuyó 661,000 euros al presupuesto 2008 del centro.

## Balance de acción
De 2007 hasta  2010, el centro ha facilitado la identificación de un centenar de naves sospechosos además de iniciar 87 operaciones en cuyos participaron 11 países. 52 toneladas de cocaína, y 48 toneladas de hachís fueron incautadas.

## Coordinación internacional
El MAOC trabaja estrechamento con el CECLAD-M en Toulon, el OCRITIS en Martinica, y el JIATF-S en Florida.